# Orientierungsgarbe
Eine Orientierungsgarbe ist im mathematischen Teilgebiet der Algebraischen Topologie eine für eine glatte Mannigfaltigkeit definierte Garbe, deren Halme genau ihre lokale singuläre Homologie sind. Dadurch ist die Integration von Differentialformen auch für nicht orientierbare Mannigfaltigkeiten möglich.

## Definition
Sei {\displaystyle M} eine nicht unbedingt orientierbare {\displaystyle n}-dimensionale glatte Mannigfaltigkeit, dann ist ihre Orientierungsgarbe {\displaystyle o_{M}} die lokal konstante Garbe mit den lokalen singulären Homologiegruppen als Halmen:
{\displaystyle o_{M,x}=H_{n}(X|x):=H_{n}(X,X\setminus \{x\}).}
Wegen des Ausschneidungsaxioms hängen diese nur von Umgebungen um ihre Punkte {\displaystyle x\in M} ab.
Allgemeiner kann auch eine homologische Mannigfaltigkeit genommen werden, welche genau dadurch definiert ist, dass die lokale singuläre Homologie genau die einer glatten Mannigfaltigkeit wiedergibt.

## Eigenschaften
Orientierungsgarben sind zwar per Definition lokal konstant, müssen jedoch nicht konstant sein. Das liegt daran, dass Mannigfaltigkeiten nicht orientierbar sein müssen, aber trotzdem für jeden Punkt orientierbare Umgebungen existieren. Für orientierbare Mannigfaltigkeiten wird die Orientierungsgarbe trivial.